# Ngày Quốc tế Điều dưỡng
Ngày Quốc tế Điều dưỡng (IND) là một ngày lễ quốc tế được tổ chức trên toàn thế giới vào ngày 12 tháng 5 hằng năm (ngày sinh của Florence Nightingale), nhằm ghi nhận những đóng góp của ngành Điều dưỡng cho xã hội.